# PERFORMANCErum
PERFORMANCErum er en forening, der arrangerer månedlige begivenheder for performancekunst i Aarhus. Foreningen er oprettet af billedkunstneren claus ejner og kunstanmelder Thilde Nyborg i 2012 . Stifterne selv beskriver PERFORMANCErum som "et laboratorium for nyskabende performancekunst, hvor kunstformens praktiske såvel som teoretiske grænser prøves af".
I perioden 2012-2021 har PERFORMANCErum afholdt månedlige events i rum46 i Aarhus. Siden 2021 afholdes det på Godsbanen, Aarhus. Foruden de faste månedlige arrangementer står PERFORMANCErum også bag en række enkeltstående begivenheder, bl.a. Performancefestival i 2019 i samarbejde med udstillingsstedet Spanien 19c..
Blandt udøvende kunstnere og grupper kan bl.a. nævnes Alex Mørch (2018), Flemming Rolighed (2018), Else Ploug Isaksen (2017), Ild i dit ansigt og claus ejner.
Foreningen drives af claus ejner og Esben Staugaard. PERFORMANCErum er støttet bl.a. af Aarhus Kommunes Kulturudviklingspulje..